# Christopher Williams (velšský malíř)
Christopher Williams (7. ledna 1873 – 19. července 1934) byl velšský malíř.

## Život a kariéra
Narodil se v jihovelšské obci Maesteg jako jediný syn Evana a Mary Williamsových. Jeho rodiče chtěli, aby byl lékařem. Sám však chtěl být malířem. Nejprve navštěvoval kurzy ve městě Neath a následně získal stipendium ke studiu na Royal College of Art v londýnském obvodu South Kensington. V roce 1904 se oženil s Emily Appleyard a následně procestoval řadu zemí, včetně Itálie, Španělska a Maroka. Zabýval se převážně malováním portrétů, ale také alegorických obrazů. Roku 1911 byl pověřen, aby udělal portrét Eduarda VIII. při jeho investituře (Princ z Walesu) na hradě Caernarfon. Zemřel v Londýně ve věku 61 let.